# 수관 (식물)

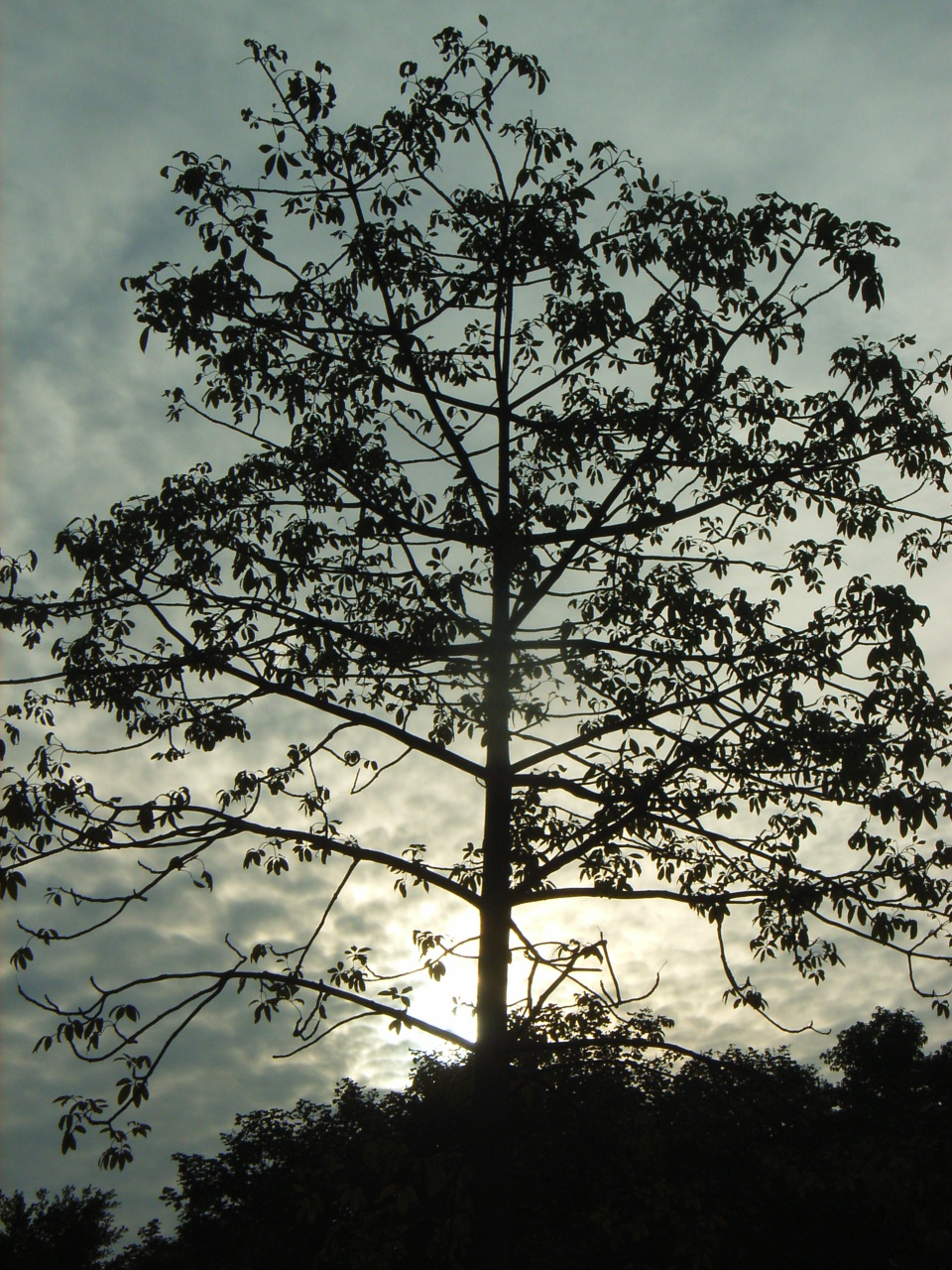
나무의 수관

식물학에서 수관(樹冠, 영어: crown)은 줄기·잎·꽃 등 지표면 위로 드러난 모든 나무의 총합 구조를 뜻한다. 나무 군락이 이룬 임관층에서는 하나 이상의 수관이 관찰된다.

## 같이 보기
- 임관층
- 수관기피
- 가지치기
- 싹
- 숲의 층상구조
- 분얼
- 하목층